# Povalový strop

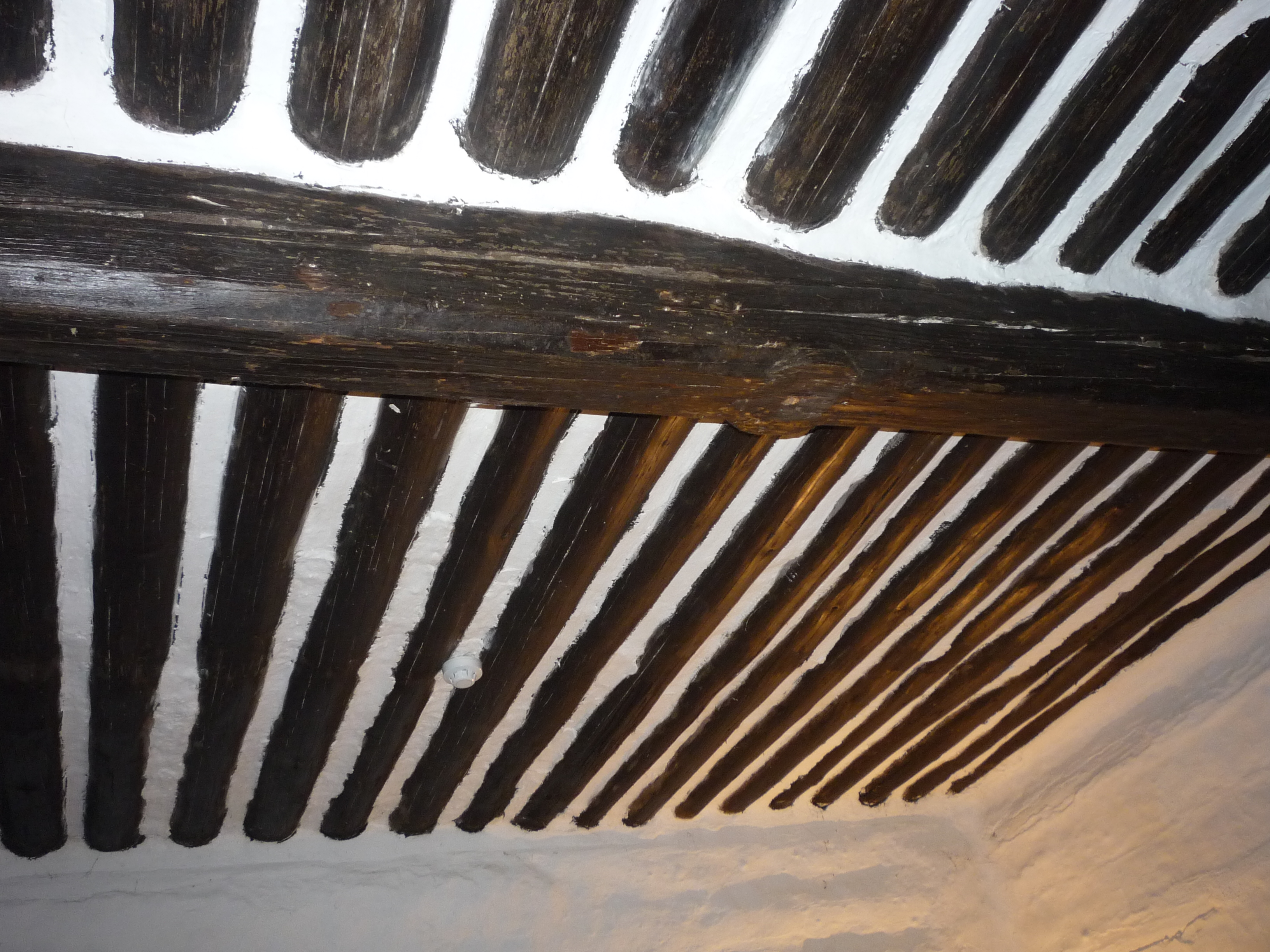
Povalový strop podepřený trámem a těsněný mazaninou

Povalový strop je strop tvořený z tzv. povalů, tedy kmenů, které jsou hrubě opracovány a nejsou hraněny, nebo jsou hraněny jen částečně.

## Historie
Povalový strop představuje nejstarší známý typ stropu a je doložen už ve středověku. Široce se uplatňoval ještě v průběhu 19. století.

## Typy povalových stropů
Základní typ povalového stropu je tvořen nehraněnými povaly kladenými ve směru podélné osy stavby. Může být plochý, nebo klenutý - pak tvoří roubenou valenou klenbu. Někdy se na stavbu stropu používaly stejné povaly, které byly použity na roubení stěn. Přechod stěn do stropu byl pak zcela plynulý. Povaly byly ve stropě typicky šikmo propojeny dřevěnými klíny. U nejstarších typů povalových stropů je oporou jediný stropní trám. Až v 18. století se začalo objevovat stropních trámů více (např. dva nebo tři, dle velikosti prostoru).
Další typem je strop z půlených povalů, a to buď kladených oblinou dolů (pak není z prostoru světnice k rozeznání od tradičního povalového stropu), nebo kladených dolů štípanou plochou.
Nejkomplexnější variantou jsou stropy z trojstranně hraněných povalů, tzv. tiplové stropy. Ty začaly vznikat až v průběhu 19. století.
Za povalový strop se považuje i strop konstruovaný z tenkých dřevěných tyčí omotaných povřísly namočenými do hliněné kaše a dále omítnutý.

## Izolace
Z důvodů tepelné a protipožární izolace byly mezery mezi povaly vyplňovány mechovou vycpávkou a strop překrýván hliněnou mazaninou.